# 바밍기방고랑주

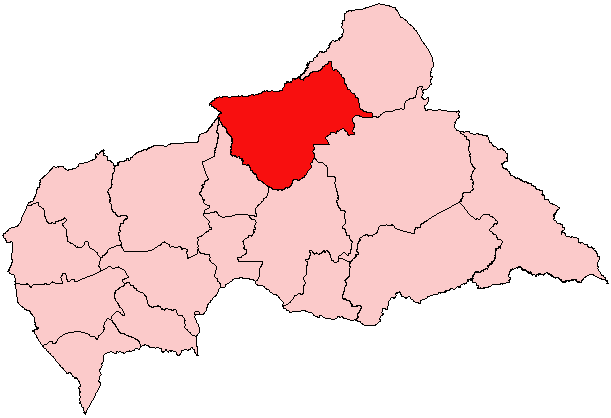
바밍기방고랑 주의 위치

바밍기방고랑주(프랑스어: Préfecture de la Bamingui-Bangoran )는 중앙아프리카 공화국 북부에 있는 주이다. 북쪽으로는 차드와 국경을 맞대고 있다. 주도는 은델레이며 면적은 58,200km2, 인구는 38,437명(2003년 기준)이다. 인구 밀도는 0.66명/km2로 중앙아프리카 공화국에서 가장 낮다.